# Сент-Антуан-Кюмон
Сент-Антуа́н-Кюмо́н (фр. Saint-Antoine-Cumond) — коммуна во Франции, находится в регионе Аквитания. Департамент — Дордонь. Входит в состав кантона Монпон-Менестероль. Округ коммуны — Перигё.
Код INSEE коммуны — 24368.

## География

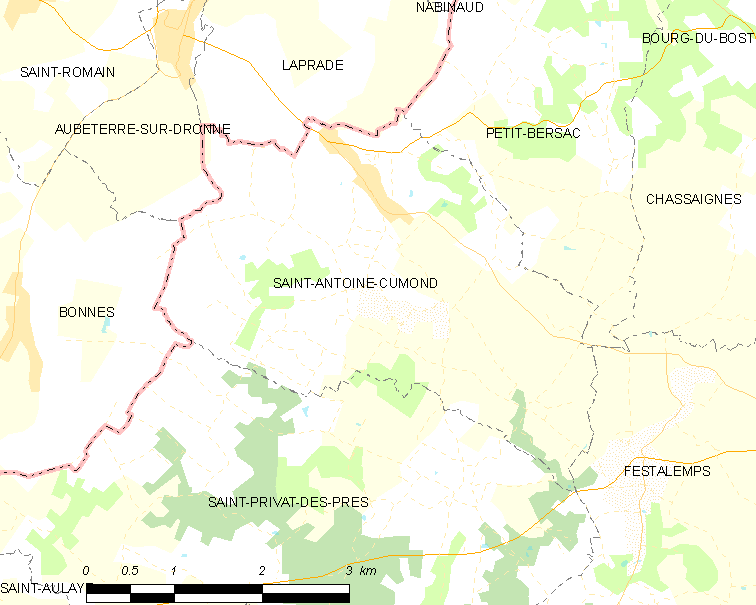
Карта коммуны

Коммуна расположена приблизительно в 440 км к югу от Парижа, в 80 км северо-восточнее Бордо, в 45 км к западу от Перигё.
На северо-западе коммуны протекает река Дрон.

### Климат
Климат умеренный океанический со средним уровнем осадков, которые выпадают преимущественно зимой. Лето здесь долгое и тёплое, однако также довольно влажное, здесь не бывает регулярных периодов летней засухи. Средняя температура января — 5 °C, июля — 18 °C. Изредка вследствие стечения неблагоприятных погодных условий может наблюдаться непродолжительная засуха или случаются поздние заморозки. Климат меняется очень часто, как в течение сезона, так и год от года.

## Население
Население коммуны на 2010 год составляло 390 человек.
| 1962 | 1968 | 1975 | 1982 | 1990 | 1999 | 2010 |
| ---- | ---- | ---- | ---- | ---- | ---- | ---- |
| 521  | 474  | 449  | 430  | 394  | 364  | 390  |

## Администрация
| Период | Период | Фамилия       | Партия       | Примечания |
| ------ | ------ | ------------- | ------------ | ---------- |
| 1953   | 1995   | Ги Басси      |              |            |
| 1995   | 2008   | Франсис Мань  |              |            |
| 2008   | 2020   | Пьер де Кюмон | беспартийный | нотариус   |

## Экономика
В 2010 году среди 220 человек трудоспособного возраста (15-64 лет) 135 были экономически активными, 85 — неактивными (показатель активности — 61,4 %, в 1999 году было 66,0 %). Из 135 активных жителей работали 124 человека (68 мужчин и 56 женщин), безработных было 11 (5 мужчин и 6 женщин). Среди 85 неактивных 15 человек были учениками или студентами, 45 — пенсионерами, 25 были неактивными по другим причинам.

## Достопримечательности
- Замок Кюмон (XVIII век). Исторический памятник с 2005 года[5]
- Церковь Св. Петра в оковах (XII век). Исторический памятник с 1914 года[6]

## Фотогалерея

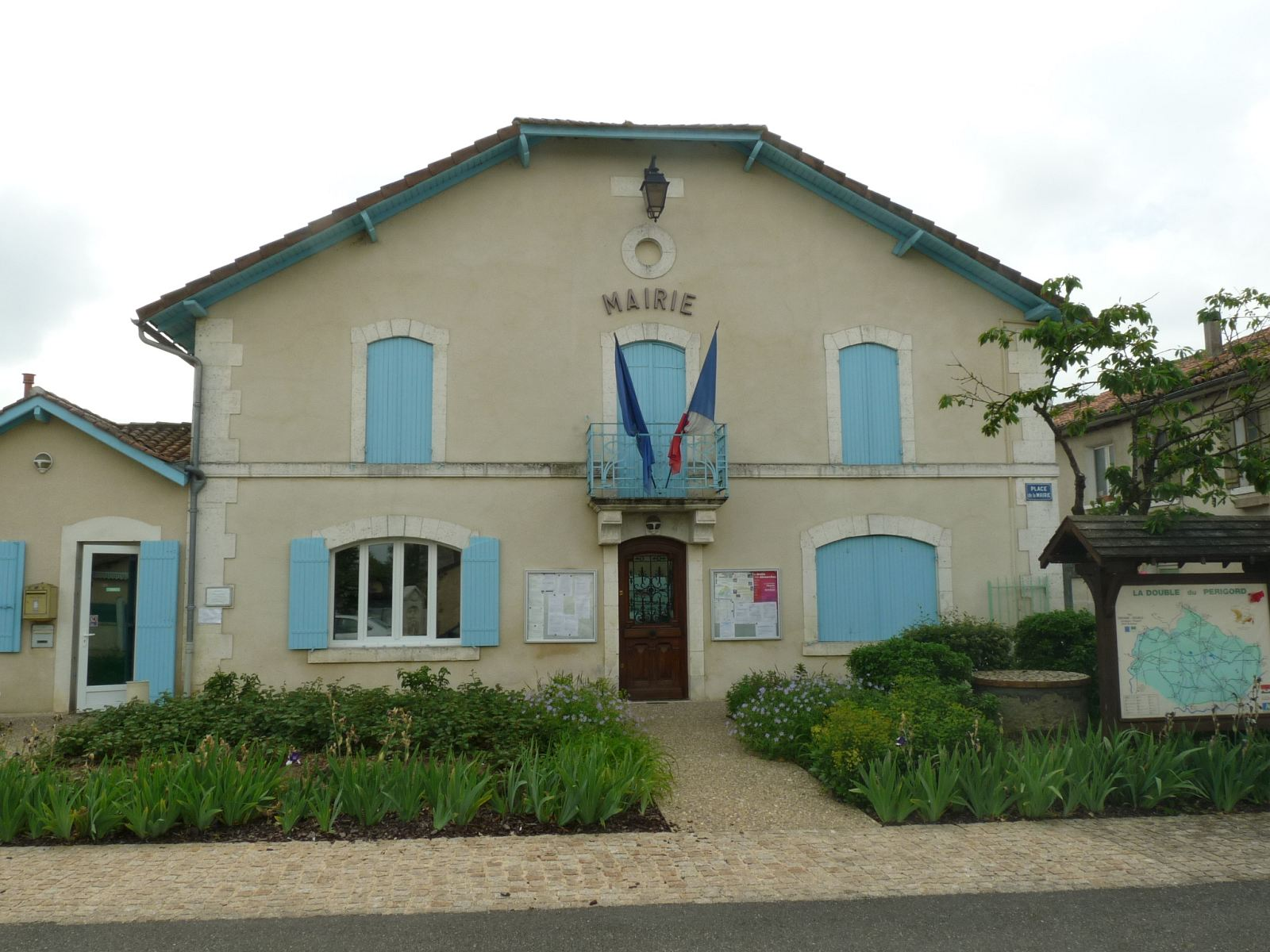
Мэрия
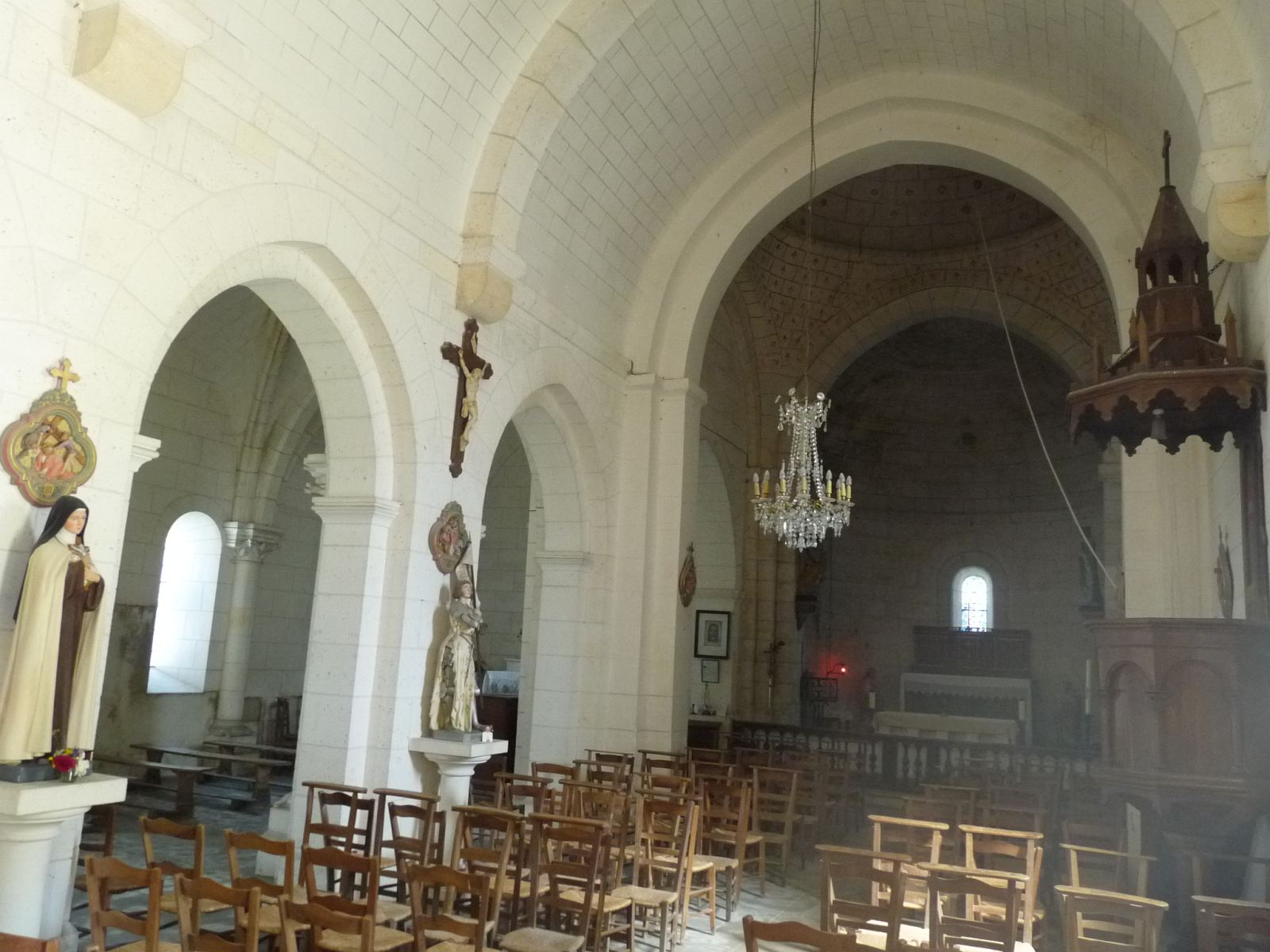
Интерьер церкви Св. Петра в оковах
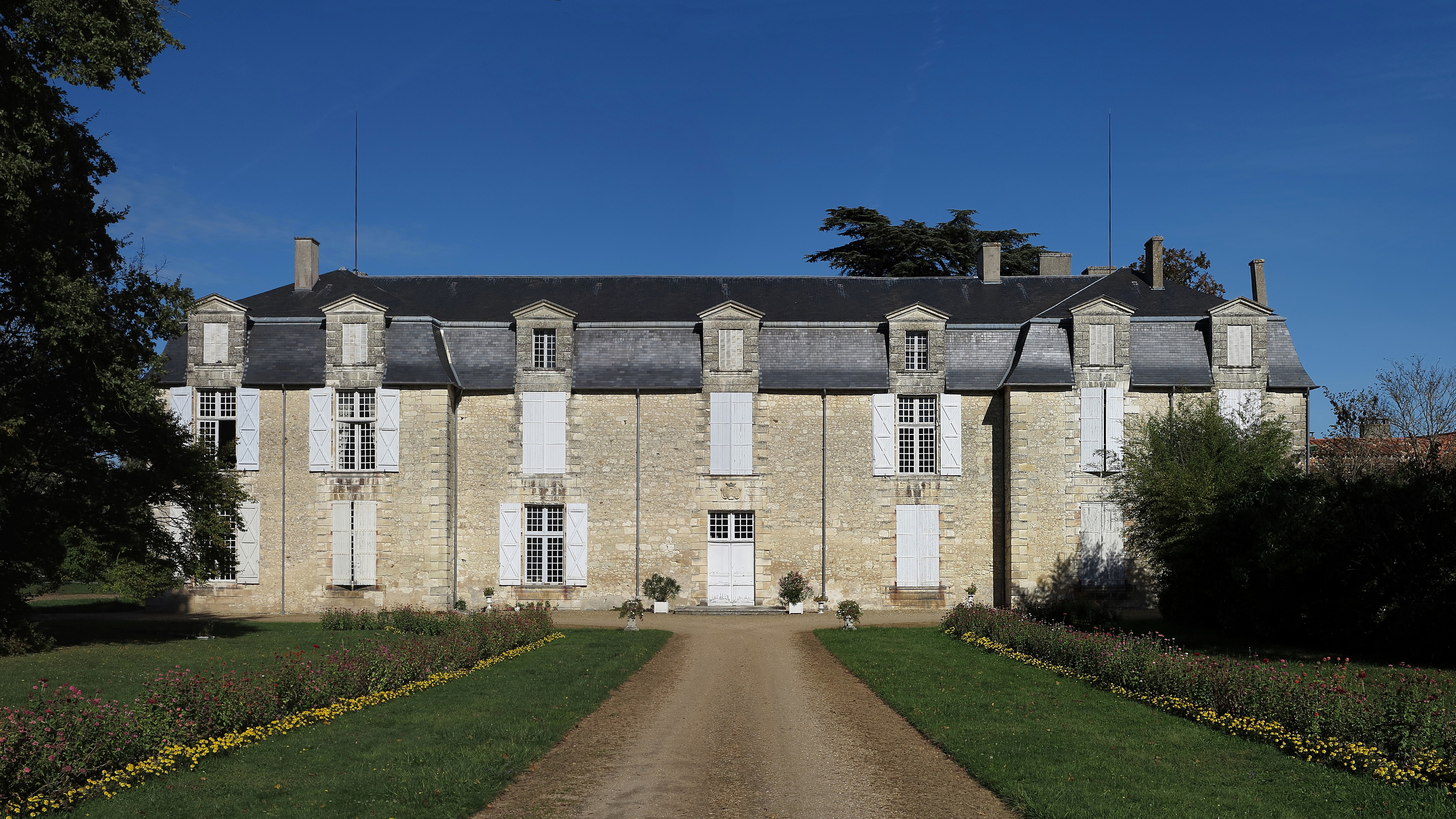
Замок Кюмон
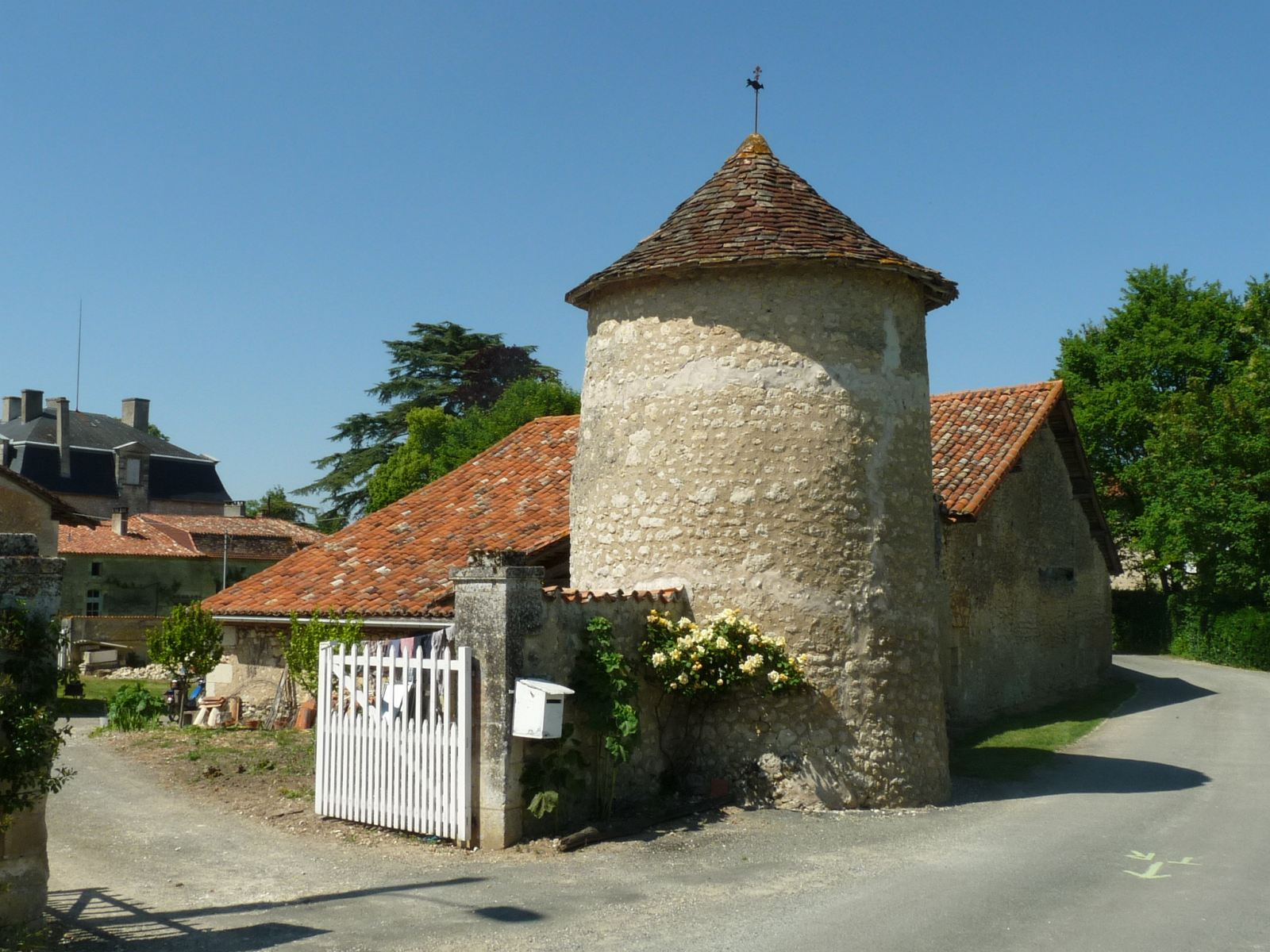
Башня
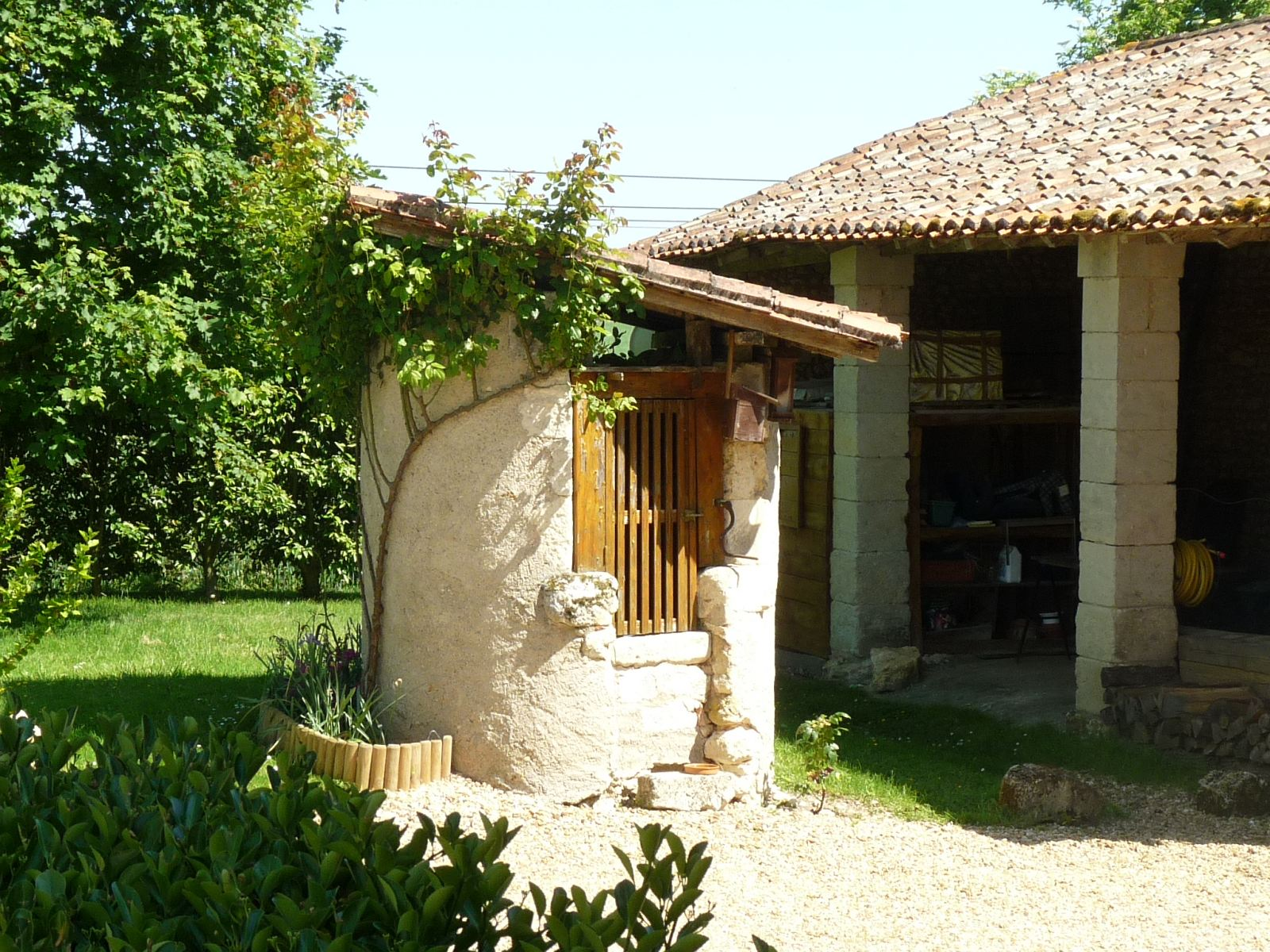
Колодец